# Superamas de l'Hydre-Centaure
Ne doit pas être confondu avec Amas de l'Hydre ou Amas du Centaure.
Le superamas de l'Hydre-Centaure, ou superamas de l'Hydre et du Centaure, est un superamas, le plus proche voisin du superamas de la Vierge (dont fait partie la Voie lactée).

## Membres
Le superamas de l'Hydre-Centaure est divisé en plusieurs parties :
- le superamas du Centaure[1] :
  - l'amas du Centaure (Abell 3526, en abrégé A3526),
  - Abell 3565,
  - Abell 3574,
  - Abell 3581 ;
- le superamas de l'Hydre[2], qui contient principalement l'amas de l'Hydre (A1060) mais aussi l'amas de la Machine pneumatique ainsi que d'autres amas plus petits ;
- l'amas de la Règle (A3627).

En dehors de ces amas centraux, qui se trouvent à une distance comprise entre 150 et 200 millions d'années-lumière, plusieurs amas plus petits appartiennent à cet ensemble.

## Un seul superamas ou deux superamas distincts?
Le superamas de l'Hydre et celui du Centaure sont aujourd'hui de plus en plus souvent considérés comme des superamas distincts et traités comme tels (bien que souvent étudiés ensemble) en lieu et place de ce rassemblement. Cependant ces deux superamas ne sont pas totalement disjoints gravitationnellement : avec le superamas de la Vierge, ils forment un ensemble encore plus grand appelé le superamas de la Vierge-Hydre-Centaure,.

## Objets particuliers à proximité
À proximité du superamas se trouve le Grand attracteur, dominé par l'amas de la Règle. Cet amas massif de galaxies exerce une importante force de gravitation qui mène toute la matière dans un rayon de 50 mégaparsecs à « s'écouler » à la vitesse de 600 kilomètres par seconde vers l'amas de la Règle